# Renault 4 E-Tech
Renault 4 E-Tech är en elbil som tillverkas av den franska biltillverkaren Renault sedan 2025. Bilen hade visats i konceptform på Bilsalongen i Paris 2022.

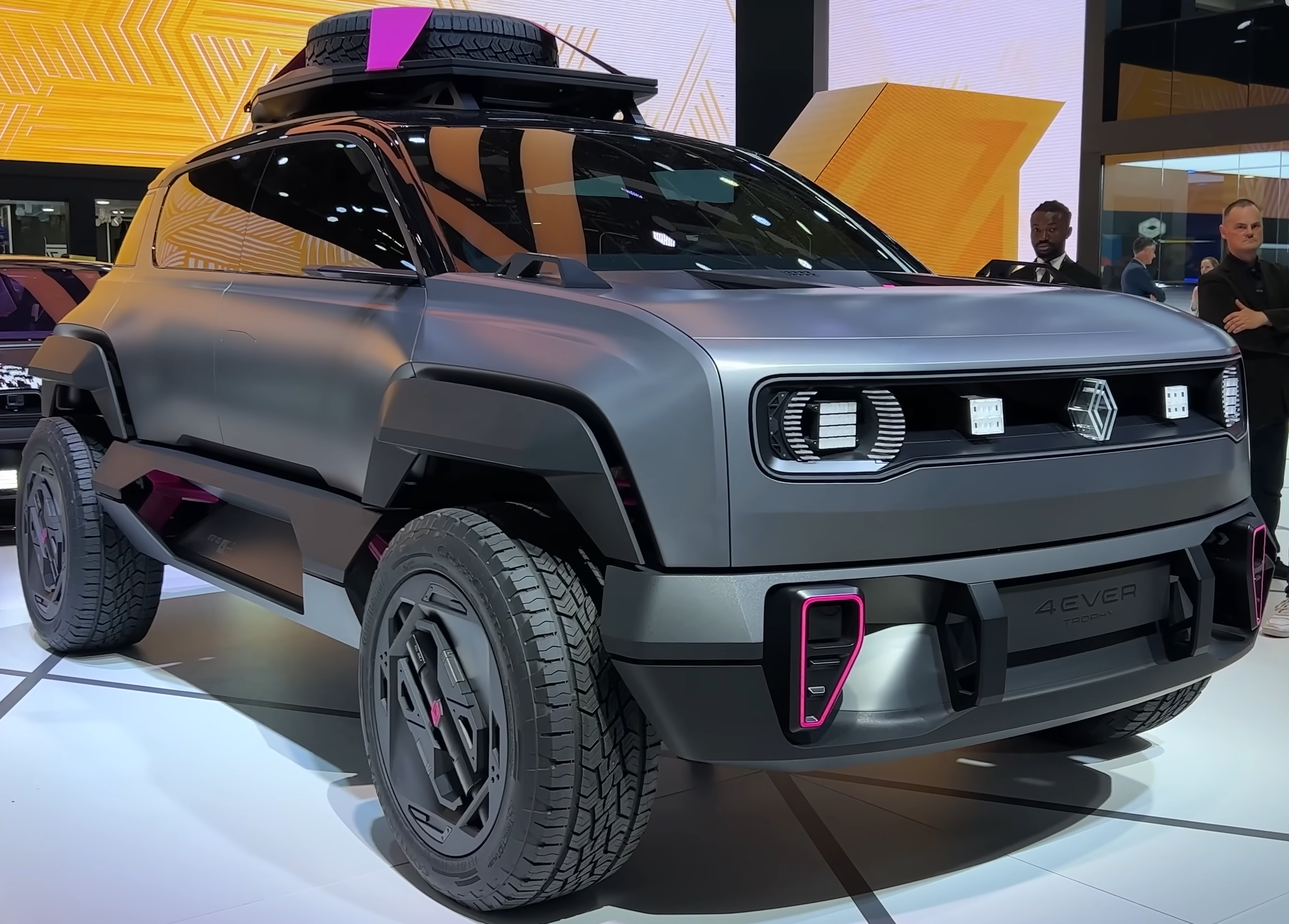
Renault 4Ever Trophy vid Mondial de l’Automobile de Paris 2022.